# Björn Almström
Björn Almström (* 30. September 1959 in Linköping) ist ein ehemaliger schwedischer Squashspieler.

## Karriere
Björn Almström war in den 1980er-Jahren als Squashspieler aktiv. Mit der schwedischen Nationalmannschaft nahm er 1985 und 1989 an der Weltmeisterschaft teil, außerdem an mehreren Europameisterschaften. Mit ihr wurde er 1983 gegen England Europameister. Von 1986 bis 1989 stand er mit Schweden vier weitere Male im Finale, jeweils gegen England. 1983 stand er das einzige Mal im Hauptfeld der Einzelweltmeisterschaft, wo er in der ersten Runde ausschied.

## Erfolge
- Europameister mit der Mannschaft: 1983